# Wołma (dopływ Świsłoczy)
Wołma Biał. Волма – rzeka na Białorusi, lewy dopływ Świsłoczy Berezyńskiej, płynąca przez obwód miński.
Długość 103 km. Powierzchnia zlewni 1150 km². Średni przepływ przy ujściu 6,7 m³/s. Średni spad 0,5%.